# Anthony Young, Baron Young of Norwood Green

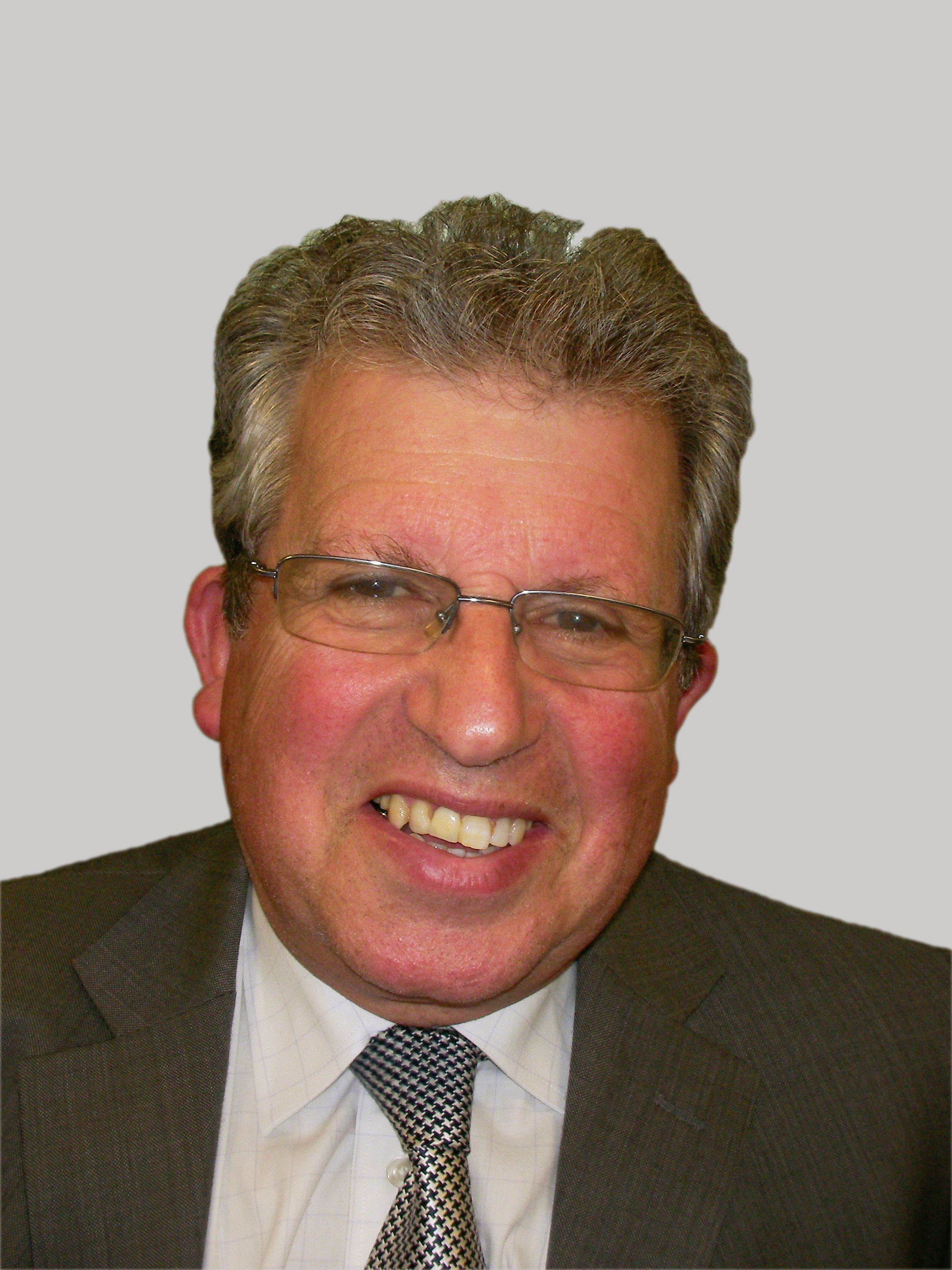
Anthony Young, Baron Young of Norwood Green

Anthony Ian Young, Baron Young of Norwood Green (* 14. April 1942) ist ein britischer Politiker (Labour).
Er war von 1989 bis 1995 Generalsekretär der National Communications Union. Außerdem war er auch Leiter der BBC. 2004 wurde er als Baron Young of Norwood Green, of Norwood Green in the London Borough of Ealing, zum Life Peer erhoben und ist seither Mitglied des britischen House of Lords. Seit 2005 ist er stellvertretender Vorsitzender der Israel Group. Seit 2008 ist er Mitarbeiter im Bildungsministerium.